# Blütendiagramm
Als Blütendiagramm bezeichnet man in der Botanik einen schematischen Grundriss einer Blüte. Das Diagramm stellt die Morphologie einer Blüte meist anschaulicher dar als eine Blütenformel.

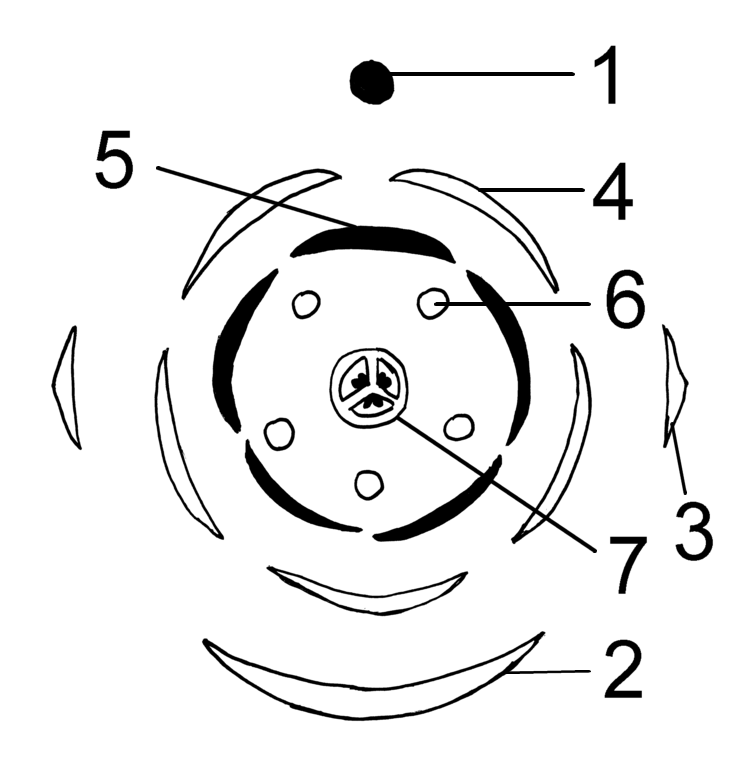
Blütendiagramm einer fünfzähligen Blüte
1 Abstammungsachse
2 Tragblatt
3 Vorblatt
4 Kelchblatt, in Summe der Kelch (Calyx)
5 Kronblatt, in Summe die Krone (Corolla)
6 Staubblatt, in Summe das Androeceum
7 Fruchtblatt, in Summe das Gynoeceum

Hierbei werden die Symbole für die Blütenteile in konzentrischen Kreisen oder einer Spirale angeordnet gezeichnet. Befinden sich die Blüten an einer Hauptachse, so werden auch das Tragblatt und die Achse in das Diagramm eingetragen.
Man unterscheidet zwei Arten von Blütendiagrammen:
- Empirische Blütendiagramme bilden die tatsächlichen Gegebenheiten ab.
- Theoretische Blütendiagramme sind zusätzlich zu den tatsächlichen Gegebenheiten auch mit bestimmten Deutungen versehen, so etwa werden die Positionen ausgefallener Staubblätter eingezeichnet.

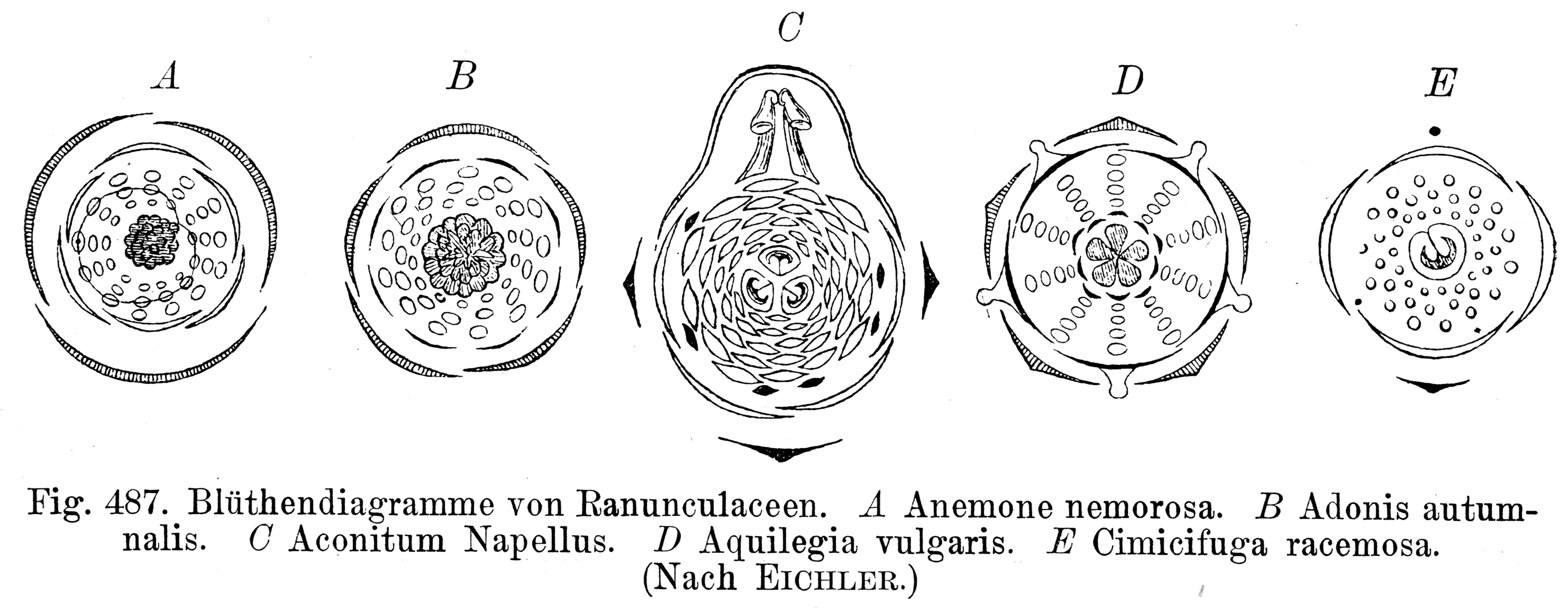
Blütendiagramme verschiedener Hahnenfußgewächse:
A Buschwindröschen, B Herbst-Adonisröschen, C Blauer Eisenhut, D Gemeine Akelei, E Trauben-Silberkerze

## Verwendung
In botanischen Lehrbüchern und in der Bestimmungsliteratur finden Blütendiagramme häufig Verwendung. Mitunter verfügen die Blüten verschiedener Pflanzenarten äußerlich über keine oder nur minimale Unterscheidungsmerkmale, während ihr innerer Aufbau eine sichere Bestimmung ermöglicht. Aus diesem Grund ist ein Blütendiagramm oft aussagekräftiger als ein Foto der äußeren Blüte oder etwa eine Habituszeichnung.